# Матаморос, Ольгер
Ольгер Эдуардо Матаморос Чунга (исп. Hólger Eduardo Matamoros Chunga; род. 4 января 1985 года в Мачале, Эквадор) — эквадорский футболист, полузащитник клуба «Эль Насьональ» и сборной Эквадора. 

## Клубная карьера
Матаморос начал карьеру в клубе «Депортиво Куэнка». В 2005 году он дебютировал в эквадорской Примере. 9 августа 2008 года в поединке против «Универсидад Католика» Ольгер забил свой первый гол за «Депортиво Куэнка». В начале 2011 года Матаморос перешёл в «Барселону» из Гуаякиль. 30 января в матче против «Имбабура» он дебютировал за новый клуб. 2 апреля в поединке против «Индепендьенте дель Валье» Ольгер забил свой первый гол за «Барселону». В 2012 году он помог клубу выиграть чемпионат.
В начале 2014 года Матаморос перешёл в ЛДУ Кито. 25 января в матче против «Манты» он дебютировал за новы клуб. 19 апреля в поединке против «Универсидад Католика» Ольгер забил свой первый гол за ЛДУ Кито.
В начале 2016 года Матаморес присоединился к клубу «Эмелек». 6 февраля в матче против «Универсидад Католика» он дебютировал за новую команду. 23 февраля в поединке против «Депортиво Куэнка» Ольгер забил свой первый гол за «Эмелек». 14 апреля в матче Кубка Либертадорес против мексиканского УНАМ Пумас он отметился забитым голом. В 2017 году Ольгер помог клубу выиграть чемпионат. В начале 2020 года Матаморес перешёл в «Эль Насьональ». 5 февраля в матче Южноамериканского кубка против уругвайского «Феникса» он дебютировал за новую команду. В ответном поединке Ольгер забил свой первый гол за «Эль Насьональ». 

## Международная карьера
12 августа 2009 года в товарищеском матче против сборной Ямайки Валенсия дебютировал за сборную Эквадора.

## Достижения
Командные
 «Барселона»
- Чемпионат Эквадора — 2012

 «Эмелек»
- Чемпионат Эквадора — 2017